# 重光 (高昌)
重光（ちょうこう）は、高昌において麴伯雅の治世で用いられた年号。
620年 - 623年。

## 西暦・干支との対照表
| 重光 | 元年  | 2年   | 3年   | 4年   |
| 西暦 | 620年 | 621年 | 622年 | 623年 |
| 干支 | 庚辰  | 辛巳  | 壬午  | 癸未  |